# 伏木港駅
伏木港駅（ふしきこうえき）は、かつて富山県高岡市にあった加越能鉄道伏木線の駅（停留場）。国鉄伏木駅のそばに位置し、伏木線の終着駅だった。

## 歴史
- 1948年（昭和23年）4月10日：富山地方鉄道伏木線の開業により開業[1]。
- 1959年（昭和34年）4月1日：加越能鉄道に譲渡される[1]。
- 1967年（昭和42年）11月10日：停留場を改築し、その供用を開始する[2]。
- 1971年（昭和46年）9月1日：伏木線の廃止により廃駅[1]。

## 構造
1967年（昭和42年）11月に改築され、延長30メートルの旅客上屋を有する停留場となった。旧停留場には出札所が設けられていたが、改築と共に定期券や回数券の販売は停留場前の川辺たばこ店に委託された。

## 隣の駅
加越能鉄道
伏木線
古府口駅 - 伏木港駅